# 玫鰺
玫鰺（学名：Caranx rhonchus），为輻鰭魚綱鱸形目鱸亞目鰺科鰺屬下的一个种，屬於熱帶海水魚。

## 分類及命名
本種首先由法國博物學家ÉtienneGeoffroySaint-Hilaire於1817年根據埃及亞歷山大的標本進行科學描述，該標本被指定為模式種。他將這種物種命名為Caranx rhonchus，具有拉丁語起源的特定加詞，意思是「吸食」或「呱呱叫」，指的是當從水中拉出時本種經常發出的聲音。Caranx屬的物種放置後來被修改為Decapterus屬，儘管所有作者都沒有接受修訂，該物種狀態多年未確定。該物種於1919年由亨利·威德福勒（Henry Weed Fowler）以Caranx angolensis的名義獨立更名一次，在同義詞被識別之前，該物種同樣轉移到Decapterus屬。

## 分布
本魚分布於東大西洋區，從摩洛哥至安哥拉海域，深度30-200公尺。

## 特徵
本魚體呈長橢圓形且側扁，背側輪廓與腹側輪廓大致相同，背鰭2個，背鰭硬棘9枚；背鰭軟條28-32枚、臀鰭硬棘3枚、臀鰭軟條25-28枚，胸鰭和臀鰭短，側線在前方呈微拱形，在背鰭葉末端後變直，兩個頜骨都有不規則的細小牙齒帶，有50至58個鰓耙和24個椎骨。體呈藍綠色至橄欖綠色，腹部銀白色，通常有一條從頭部到尾鰭底部的黃色條紋。除了尾鰭黃色外，其他魚鰭是暗色透明的。第二背鰭在尖端有黑色斑點和狹窄的白邊，鰓蓋上也有黑斑，體長可達60公分，體重可達1公斤。

## 生態及經濟利用
本魚成魚主要棲息在沙泥底質的大陸棚、稚魚則活動在河口、潟湖等淺水域，成群活動，有時會混在其他種類的魚群中，屬肉食性，以其他魚類、甲殼類、軟體動物等為食，獵物依年齡及季節變化所佔的比例不同，主要在白天獵食。為重要的商業性魚類，在摩洛哥、塞內加爾和地中海的漁業捕撈數量最多，主要用拖網、圍網和刺網捕撈，糧農組織漁獲量統計數據表明，2002年至2007年期間，非洲和歐洲每年的捕撈量為每年1500至3700噸，以生鮮、冷凍、燻製、鹽醃出售，用於魚粉和油。

## 扩展阅读
- 維基物種上的相關：玫鰺